# Udon Thani
Udon Thani (tiếng Thái: อุดรธานี, phát âm tiếng Thái: [Ụ-đôn Tha-ni]) là một thành phố ở vùng Isan của Thái Lan, là thủ phủ của tỉnh Udon Thani. Dân số khoảng 142.670 người. Tọa độ địa lý 17°25′B 102°45′Đ / 17,417°B 102,75°Đ và cách thủ đô Bangkok khoảng 560 km. Đây là một trung tâm thương mại lớn của Isan. Đây cũng là nơi có đài tiếp âm của đài Voice of America Đài tiếng nói Hoa Kỳ bị cho là địa điểm đen của CIA.
Thành phố này đã trở thành một trung tâm bận rộn của Căn cứ Không quân Hoàng gia Thái Lan trong thời kỳ Chiến tranh Việt Nam, và cũng giữ lại được nhiều phần còn lại của thời đó với các quán bar, quán cà phê và các khách sạn. Phía Đông thành phố 47 km là khu khai quật khảo cổ Thời kỳ Đồ Đồng nổi tiếng thế giới Ban Chiang. Dân số ở đây có cộng đồng người gốc Việt sinh sống lâu đời và đông đảo. Khu lưu niệm Chủ tịch Hồ Chí Minh đặt tại tỉnh này.

## Khí hậu
| Dữ liệu khí hậu của Udon Thani (1981–2010)                                                        | Dữ liệu khí hậu của Udon Thani (1981–2010) | Dữ liệu khí hậu của Udon Thani (1981–2010) | Dữ liệu khí hậu của Udon Thani (1981–2010) | Dữ liệu khí hậu của Udon Thani (1981–2010) | Dữ liệu khí hậu của Udon Thani (1981–2010) | Dữ liệu khí hậu của Udon Thani (1981–2010) | Dữ liệu khí hậu của Udon Thani (1981–2010) | Dữ liệu khí hậu của Udon Thani (1981–2010) | Dữ liệu khí hậu của Udon Thani (1981–2010) | Dữ liệu khí hậu của Udon Thani (1981–2010) | Dữ liệu khí hậu của Udon Thani (1981–2010) | Dữ liệu khí hậu của Udon Thani (1981–2010) | Dữ liệu khí hậu của Udon Thani (1981–2010) |
| Tháng                                                                                             | 1                                          | 2                                          | 3                                          | 4                                          | 5                                          | 6                                          | 7                                          | 8                                          | 9                                          | 10                                         | 11                                         | 12                                         | Năm                                        |
| ------------------------------------------------------------------------------------------------- | ------------------------------------------ | ------------------------------------------ | ------------------------------------------ | ------------------------------------------ | ------------------------------------------ | ------------------------------------------ | ------------------------------------------ | ------------------------------------------ | ------------------------------------------ | ------------------------------------------ | ------------------------------------------ | ------------------------------------------ | ------------------------------------------ |
| Cao kỉ lục °C (°F)                                                                                | 37.6 (99.7)                                | 39.2 (102.6)                               | 42.0 (107.6)                               | 43.9 (111.0)                               | 42.6 (108.7)                               | 38.7 (101.7)                               | 37.7 (99.9)                                | 36.5 (97.7)                                | 35.8 (96.4)                                | 36.5 (97.7)                                | 37.0 (98.6)                                | 35.6 (96.1)                                | 43.9 (111.0)                               |
| Trung bình ngày tối đa °C (°F)                                                                    | 30.0 (86.0)                                | 32.5 (90.5)                                | 34.9 (94.8)                                | 36.3 (97.3)                                | 34.4 (93.9)                                | 33.2 (91.8)                                | 32.6 (90.7)                                | 32.0 (89.6)                                | 31.9 (89.4)                                | 31.6 (88.9)                                | 30.7 (87.3)                                | 29.1 (84.4)                                | 32.4 (90.3)                                |
| Trung bình ngày °C (°F)                                                                           | 22.8 (73.0)                                | 25.3 (77.5)                                | 28.0 (82.4)                                | 29.8 (85.6)                                | 28.9 (84.0)                                | 28.6 (83.5)                                | 28.2 (82.8)                                | 27.8 (82.0)                                | 27.6 (81.7)                                | 26.9 (80.4)                                | 24.9 (76.8)                                | 22.4 (72.3)                                | 26.8 (80.2)                                |
| Tối thiểu trung bình ngày °C (°F)                                                                 | 16.5 (61.7)                                | 18.9 (66.0)                                | 21.9 (71.4)                                | 24.4 (75.9)                                | 24.8 (76.6)                                | 25.0 (77.0)                                | 24.9 (76.8)                                | 24.6 (76.3)                                | 24.2 (75.6)                                | 22.9 (73.2)                                | 19.7 (67.5)                                | 16.3 (61.3)                                | 22.0 (71.6)                                |
| Thấp kỉ lục °C (°F)                                                                               | 2.5 (36.5)                                 | 7.8 (46.0)                                 | 11.4 (52.5)                                | 17.2 (63.0)                                | 20.5 (68.9)                                | 21.5 (70.7)                                | 21.2 (70.2)                                | 21.1 (70.0)                                | 21.0 (69.8)                                | 14.2 (57.6)                                | 8.4 (47.1)                                 | 4.2 (39.6)                                 | 2.5 (36.5)                                 |
| Lượng mưa trung bình mm (inches)                                                                  | 6.3 (0.25)                                 | 22.0 (0.87)                                | 49.7 (1.96)                                | 74.1 (2.92)                                | 198.5 (7.81)                               | 229.0 (9.02)                               | 210.9 (8.30)                               | 285.1 (11.22)                              | 239.5 (9.43)                               | 90.1 (3.55)                                | 10.3 (0.41)                                | 2.9 (0.11)                                 | 1.418,4 (55.84)                            |
| Số ngày mưa trung bình                                                                            | 1.7                                        | 3.1                                        | 5.5                                        | 8.0                                        | 16.9                                       | 19.0                                       | 19.6                                       | 22.0                                       | 17.3                                       | 9.5                                        | 2.4                                        | 1.0                                        | 126.0                                      |
| Độ ẩm tương đối trung bình (%)                                                                    | 65                                         | 63                                         | 60                                         | 63                                         | 74                                         | 78                                         | 78                                         | 81                                         | 81                                         | 76                                         | 69                                         | 67                                         | 71                                         |
| Số giờ nắng trung bình tháng                                                                      | 272.8                                      | 259.9                                      | 275.9                                      | 243.0                                      | 198.4                                      | 156.0                                      | 120.9                                      | 117.8                                      | 144.0                                      | 198.4                                      | 252.0                                      | 257.3                                      | 2.496,4                                    |
| Số giờ nắng trung bình ngày                                                                       | 8.8                                        | 9.2                                        | 8.9                                        | 8.1                                        | 6.4                                        | 5.2                                        | 3.9                                        | 3.8                                        | 4.8                                        | 6.4                                        | 8.4                                        | 8.3                                        | 6.9                                        |
| Nguồn 1: Thai Meteorological Department                                                           |                                            |                                            |                                            |                                            |                                            |                                            |                                            |                                            |                                            |                                            |                                            |                                            |                                            |
| Nguồn 2: Office of Water Management and Hydrology, Royal Irrigation Department (sun and humidity) |                                            |                                            |                                            |                                            |                                            |                                            |                                            |                                            |                                            |                                            |                                            |                                            |                                            |